# 阿川弘之
阿川 弘之（あがわ ひろゆき、1920年〈大正9年〉12月24日 - 2015年〈平成27年〉8月3日）は、日本の小説家、評論家。日本芸術院会員、文化功労者、文化勲章受章者。広島県名誉県民。日本李登輝友の会名誉会長。
海軍体験を基にした戦争物や私小説的作品、伝記物で知られる。代表作として『春の城』『雲の墓標』のほか、大日本帝国海軍提督を描いた3部作（海軍提督三部作）『山本五十六』『米内光政』『井上成美』などがある。
法学者の阿川尚之は長男、タレント・エッセイストの阿川佐和子は長女。

## 経歴
自身は『私の履歴書』では、〔私の「履歴」を一と言で記せば、「地方の平凡な中流家庭に生まれ、小学校から大学まで、ごく平坦平凡な学生生活を送り、戦争中は海軍に従軍して多少の辛酸を嘗めたが、戦後間もなく志賀直哉の推輓により文壇に登場、以来作家としてこんにちに至る」、これだけである〕と回顧している。

### 生い立ち
阿川甲一の長男として広島市白島九軒町土手通り（現中区白島九軒町）に生まれた（本籍地は山口県美祢郡伊佐村（現美祢市伊佐町））。

### 学生時代
広島済美小学校（広島偕行社付属済美学校）、広島高等師範学校附属中学校、旧制広島高等学校を経て、東京帝国大学文学部国文科を繰り上げ卒業。卒業論文の表題は「志賀直哉」。

### 海軍入り

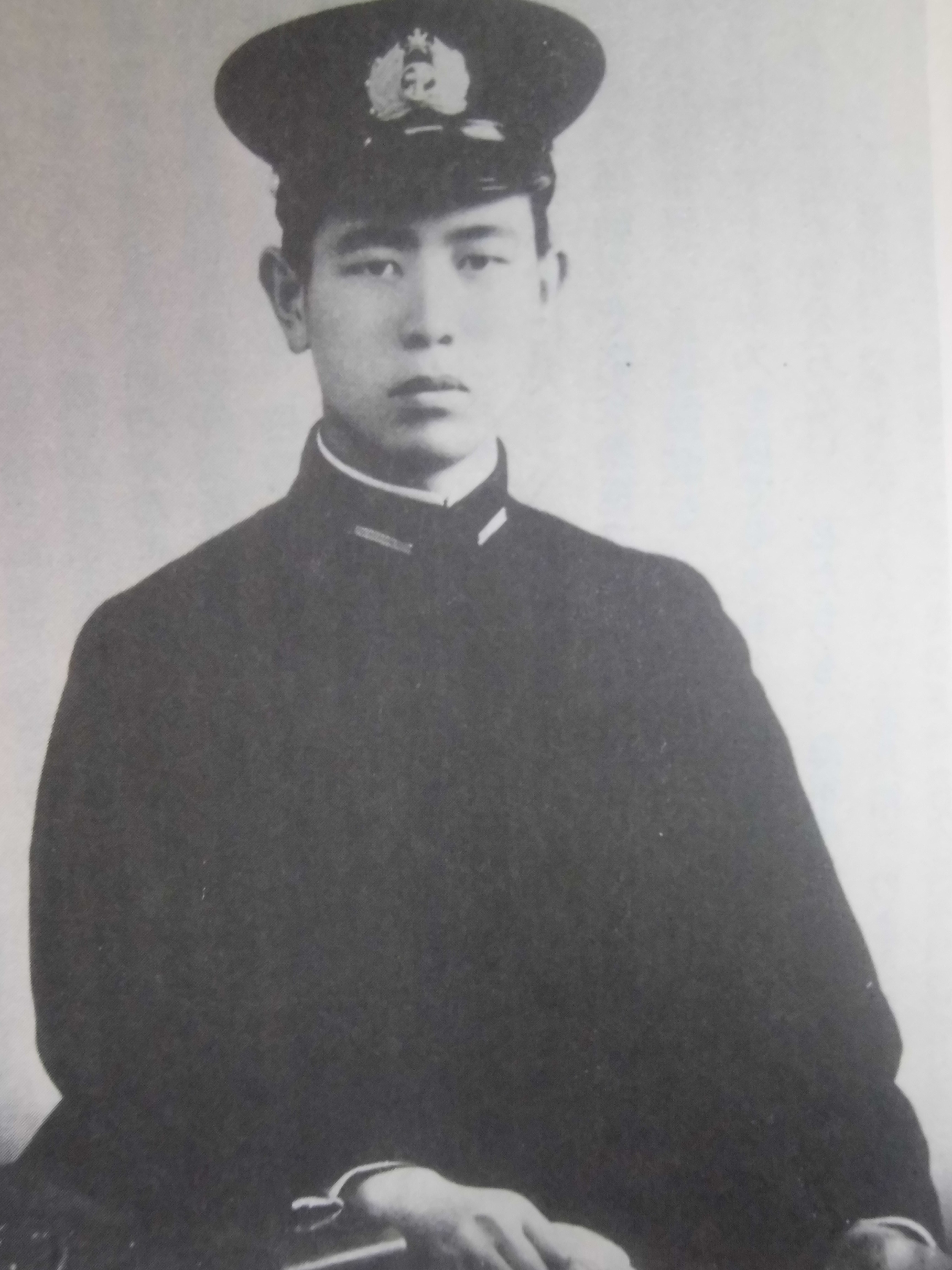
一種軍装の阿川弘之

1942年（昭和17年）9月海軍予備学生として海軍に入隊する。
1943年（昭和18年）8月に海軍少尉任官、軍令部勤務を命ぜられた。大学在学中に中国語の単位を取ったことでわずかだが中国語ができたため、特務班の中でも対中国の諜報作業担当であるC班に配属される。
中尉に進級した直後の1944年（昭和19年）8月「支那方面艦隊司令部附」の辞令が出る。

### 戦後
1946年（昭和21年）2月「ポツダム大尉」という身分で、揚子江を上海へ下り、3月末博多へ上陸復員する。広島市への原子爆弾投下により焼き尽くされた故郷の街を見る。家は丸焼けだったが、両親は無事だった。実家の川向こうの牛田という町の、雨漏りのするボロ家にのがれて、中風の父親と、白内障の母親と甥にあたる若者と三人でひっそり暮らしていた。
2015年8月3日(平成27年)に老衰のため都内のよみうりランド慶友病院で死去。(満94歳没)。

### 作家として
志賀直哉に師事して小説を書く。
主な著作は『春の城』（読売文学賞）、『雲の墓標』、『山本五十六』（新潮社文学賞）、『米内光政』、『井上成美』（日本文学大賞）、『志賀直哉』（野間文芸賞、毎日出版文化賞）、『南蛮阿房列車』、『食味風々録』（読売文学賞）など。
1979年（昭和54年）、日本芸術院会員。1999年（平成11年）、文化勲章受章。

## 人物像

### 新幹線について
阿川は1958年8月10日付の朝日新聞朝刊記事で東海道新幹線の建設計画に対して言及し、その中で「世界的には航空機と高速自動車道路の時代に入っている。1700億円も掛けて新幹線を建設するなら、その財源で国内航空路の拡充と高速自動車道路を建設すべきだ」や「新幹線が世界の三バカの仲間入りにならないように願いたい」と、東海道新幹線自体には反対した訳ではなかったものの、建設の慎重論を表明した。しかし、この「三バカ」の言葉が独り歩きしてしまい、新幹線建設に対しての批判と取られてしまい、各方面から非難を浴びた。
後年にこれは「新幹線が世界の三バカになるかと思ったら、アレヨアレヨと言う間に世界一の優等生となった。」と発言し撤回している。
阿川は開業当日の1964年10月1日、週刊朝日に掲載する、東海道新幹線と航空機との乗り比べの記事を執筆する目的とした取材で東京と大阪との間を往復したが、その際、往路は東京駅8時発の新幹線ひかり5号、復路は大阪空港15時30発の日本航空コンベア880を利用した。阿川は週刊朝日1964年10月18日号の記事で「100km/hを超した所かと思って確認したら既に180km/hに達していた。思ったよりスピード感がない」「気密がしっかりしているせいかデッキと客室の仕切にある手動ドアが開けにくい」などとコメントし、総合評価については「運賃で新幹線、乗り心地で飛行機」との評価をしている。
後年、自著『乗りもの紳士録』の中で、上記の「世界の三バカ」発言の件を同じ作家の広津和郎より指摘され苦言を呈されたことを表明した。その中で、阿川は広津にこの件を国鉄総裁を経験したことのある磯崎叡に謝罪したことを伝えている。なお、阿川は磯崎のことをニックネームの「ダッコちゃん」で呼称している。
ただし、阿川自身は新幹線を含めての鉄道ファンであり、生前には鉄道に関する著書も執筆していた。なお「のぞみ」の名付け親は、長女の阿川佐和子であるが、「列車の名前は歴代すべて大和言葉でつけられてきた」と娘にアドバイスをし、命名に影響を与えている。
鉄道ピクトリアル2014年10月号の記事では、上記のエピソードなどが一部ではあるが、記事にされている。

### 「ぽんこつ」が一般的に
1959年読売新聞に連載し1960年に単行本化された小説『ぽんこつ』では、ハンマーで古い自動車を解体している様子を「ぽん、こつん。ぽん、こつん。」と表現した。これが書名と共に話題となり、故障が多かったり耐用年数を過ぎたりして劣化した自動車を「ポンコツ」と称することが広まった。さらに、自動車以外の使えない機械類、ひいては「役に立たない人間」を指すようになった。

### 学生時代
- 陸軍嫌いに
1936年（昭和11年）2月26日、中学3年生の時に二・二六事件が起こった。阿川はひどく興奮し、帰宅するなり母親に向かい“こういうことは大嫌いじゃ[21]。無茶苦茶じゃ[21]。これじゃけぇ陸軍はいやなんじゃ[21]。”と大声の広島弁でまくし立てた[21]。この発言の時、阿川家では父親がいつもの通り、奥座敷で近所の退役陸軍大佐・丸橋と碁を打っていた[22]。母から“大きな声を出しなはんな、丸橋さんに聞こえたら悪いがな”と小声でたしなめられたが、阿川は“何が悪いもんか、聞いてもらったほうがいいのだ”と胸のうちで思っていたという[22]。
二・二六事件とその歯切れの悪い後始末を見て以後、徹底的な陸軍嫌いになった[23]。
- 採用試験
海軍経理学校で第二期兵科予備学生の採用試験の際の口述試問で志望動機を聞かれ“はい。陸軍が嫌いだからであります[24]”と述べた。あとで考えて、反軍思想の持ち主と取られかねない返答だったなと思ったが、実際は試験官が“にやっ”としただけですんだという[24]。

### 作家として
- 主要作品は、戦記文学や記録文学である。
- 志賀直哉の最後の内弟子として薫陶を受け、その文学上の後継者である。当代一の作家と紹介されることがある（ちくま文庫「蛙の子は蛙の子」）。時代に媚びることのない正確で淡い情感を呈する文体や表現に定評があり（新潮社「春の城」「雲の墓標」）[要出典]、しばしば国語教育の教材などに取り上げられた。近年では、自身や阿川佐和子（長女）[注釈 3]、北杜夫、遠藤周作の随筆に登場してくる、短気で頑固で究極の自分本位とも思える一面の他、ユーモアが横溢し、軽妙洒脱で洒落の分かる粋人（講談社「春風落月」）としても読者層に知られる。
- 歴史的仮名遣派である。
- 評論家の半藤一利は「阿川さんは敗亡した祖国日本の葬式をたった一人でやってきたのである」と『阿川弘之全集』（全20巻 新潮社）の刊行に際し推薦の辞を寄せている。
- 鉄道をはじめとした乗り物好きで知られ、乗り物や旅行に関する作品を多く手掛けている。
- 『文藝春秋』で、巻頭随筆『葭の髄から』を1997年6月号から2010年9月号まで連載。連載をまとめた単行本・文庫本は4冊出版された。老衰高齢を理由に連載を終了し、最終巻『天皇さんの涙』をもって文筆活動自体も終えることにすると表明した。

### 交友関係
- 第三の新人と言われた作家グループの遠藤周作や、吉行淳之介、また紀行文等で知られる開高健らとは親友で、北杜夫、三浦朱門、安岡章太郎、講談社での編集担当であった大久保房男らとの長年の交友も知られており、随筆などでその交友ぶりが記されている。特に遠藤、北との関係においては2人が得意とした完全なギャグとして相手を罵倒する芸風が阿川にまで及んでおり[要出典]、彼としては珍しくユーモアに満ちたエッセイが多い。

## 受賞・栄典
- 1952年 『春の城』で第4回読売文学賞［小説賞］
- 1960年 『なかよし特急』で第7回サンケイ児童出版文化賞
- 1966年 『山本五十六』で第13回新潮社文学賞
- 1979年  第35回日本芸術院賞・恩賜賞［文芸／小説・戯曲］[25]
- 1983年  第30回交通文化賞
- 1987年 『井上成美』で第19回日本文学大賞［学芸部門］
- 1993年 文化功労者
- 1994年 『志賀直哉』で野間文芸賞、毎日出版文化賞
- 1999年 文化勲章、第3回海洋文学大賞特別賞、広島県名誉県民[26]
- 2001年 『食味風々録』で第53回読売文学賞［随筆・紀行賞］
- 2003年  広島市名誉市民[27]
- 2007年  第55回菊池寛賞

## 家族・親族

### 阿川家

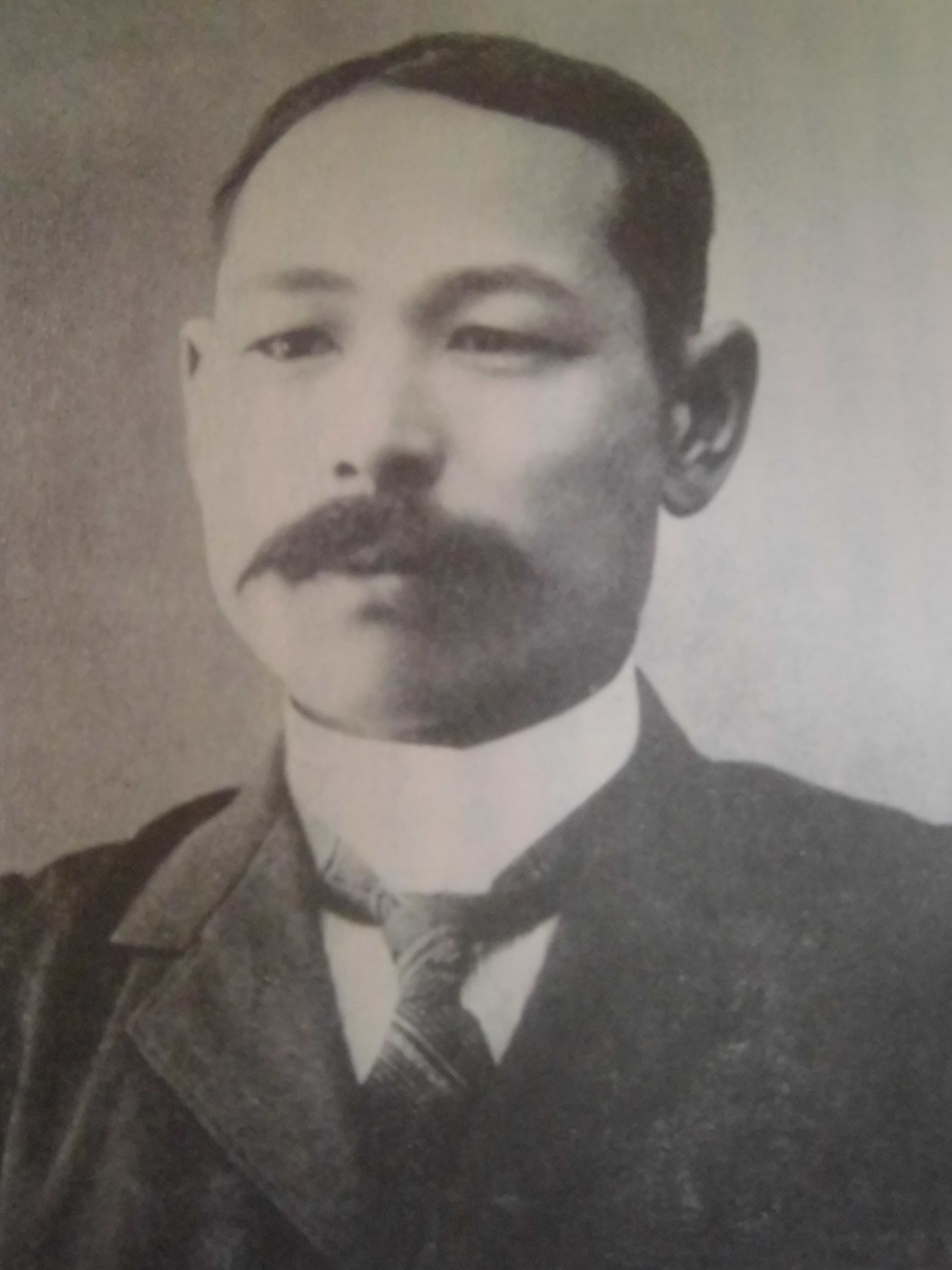
父阿川甲一
（壮年の頃）

（山口県美祢市伊佐町、広島県広島市中区白島九軒町、神奈川県横浜市、東京都）

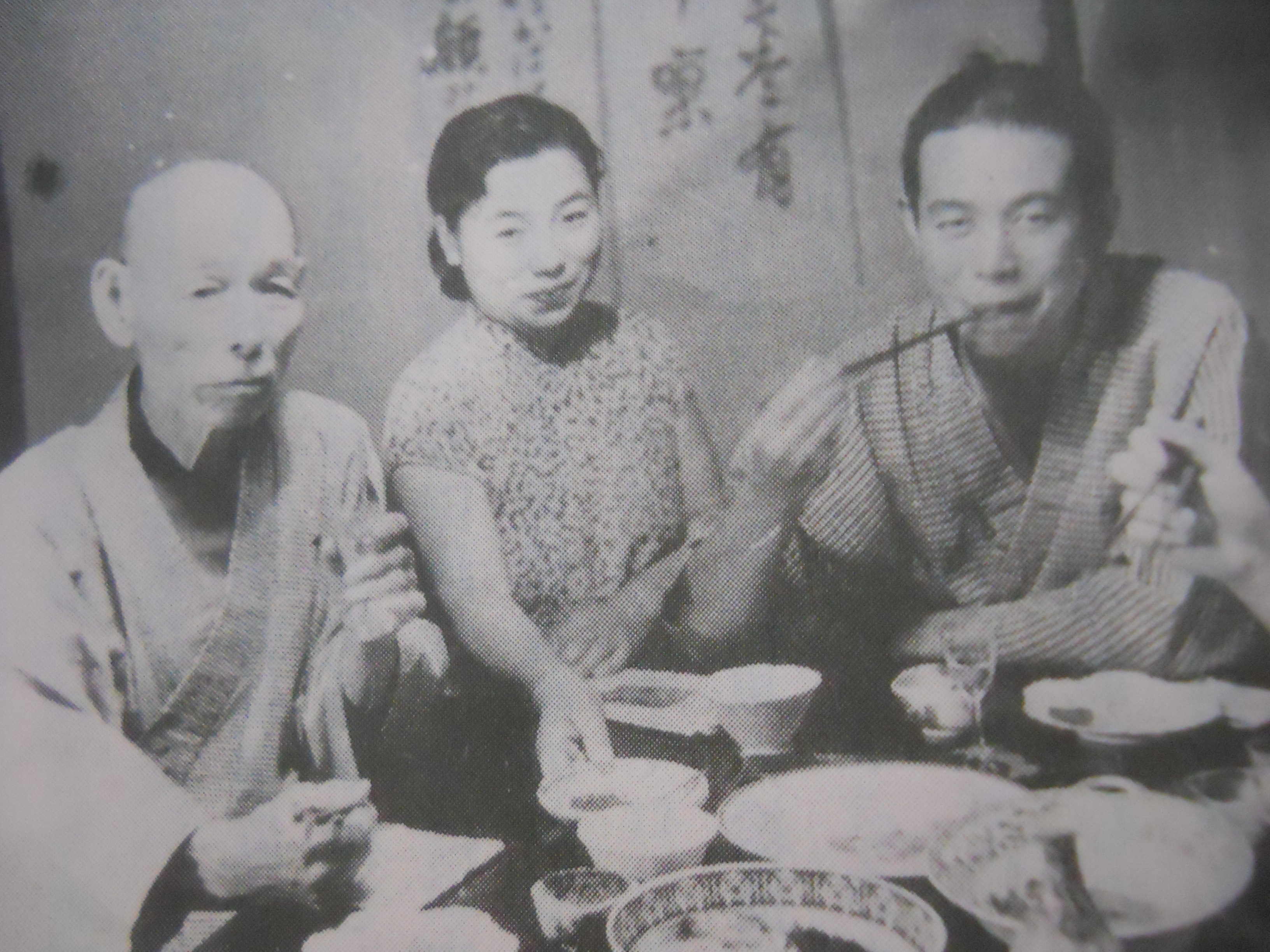
父阿川甲一（左）と阿川弘之（右）
（安東の兄宅の食事風景）

家系
阿川弘之は山口県・阿川八幡宮の伊藤宮司から「阿川氏」の歴史について詳しい説明を聞いたことがあった。伊藤宮司は「鎌倉時代の武将佐々木定綱の孫秀綱は13世紀の中ごろ長門国豊浦郡阿川の地を賜って移り住み佐々木姓を阿川に改めた。最初に阿川姓をなのった秀綱の父行綱は勲功をたて、美祢郡の伊佐に土地を拝領し“伊佐の阿川氏”を名乗る。“阿川の阿川”と“伊佐の阿川”は養子縁組その他、絶えず交流があった。」というようなことを述べたという。
しかし父甲一の生家の阿川家は代々の農家であり、近江源氏直系の鎌倉武将一族の末裔であるということについては、弘之はやや疑問をもっている。弘之によると、「近江源氏直系の鎌倉武将一族と伊佐のお寺の墓石の下に眠る私のひいぢいさんひいひいぢいさんたちが縁つづきであることを必ずしも疑ふわけではなかつたけれど時代のへだたりが大き過ぎる。太七さんの言ふ「初代」と宮司さんの言ふ「初代」とではおよそ五百年のひらきがある。宇治川の先陣乗りの長兄が持つてゐた遺伝子が自分に伝はつて来てゐるといふ想定はどうも実感を伴ひにくかつた。
…祖父利七以前の御先祖に正直なところ私はあんまり興味が湧かない。三之助、七五郎から利七夫婦まで併せて総計二百五十四人にのぼる爺さん婆さんの“サムシング・グレート”が父を生かし今の自分を生かしてゐると考へてもそれは頭で考へるだけで実在感は乏しい。親しみの情なぞ皆無に近い。興を催すのはやはり肌身の感触を知ってゐる父甲一の前半生、伊佐の農家の小倅（こせがれ）が志を立てて家郷を出て学を修めシベリアへ渡り満洲へ移つて事業を起すまでの立身の道程である 。…初代三之助の歿年を西暦で記すと一七四三年、ざつと数へて幕末維新まであと百二十年、その間（かん）七たび代替りしながら我が阿川家からは、朱子学蘭学を学んだ者も、勤皇の志士も、郷土史に名を残すほどの篤農家も出てゐないらしい。要するに代々、平々凡々たる中くらゐの自作農であつたと思はれる」という。
初代三之助の子七五郎が家督を継いで天明7年7月13日没。戒名“釈了秀信士”。七五郎に幸右衛門が生まれ、幸右衛門に幸治郎が生まれ、7代目阿川利七の時、時代は明治に入る。旧暦の明治3年11月28日利七と妻のしの間に男の子が生まれた。弘之の父甲一である。伊佐の阿川家は甲一の父利七が早く亡くなって、あとに2人の娘（養子谷五郎を迎えて太七を生む長女りき。のち嫁いで村上姓に変る次女くま）と一人の息子（甲一）が残り寡婦のしが一家の主だった。
また阿川は父の郷里山口について「本籍地は山口県と何かに書いたら山口県人会から是非出てくれといわれて出席したが、話題になることといえば、戦後何十年間に何人総理大臣が出たという話ばかりするので嫌になって二度と行かなくなった」と話している。
生家
- 父・甲一（実業家）

1870年（明治3年）11月生 ～ 1948年（昭和23年）6月没
- 母・キミ（大阪、刀剣・骨董商・石井定次郎の娘）

1879年（明治12年）5月生 ～ 1955年（昭和30年）6月没
母キミは大阪出身で生家は刀剣・骨董商であった。阿川によれば
「母は広島で私を生んだけれど、もともと生粋の大坂女、父甲一は山口県の出、私の本籍は今も山口県美祢市に在り、広島県人会から会の案内など送られて来ると、多少の違和感を覚える。少年時代、学校では広島弁、家へ帰るとそれに大阪アクセントの相当まじった言葉、両方使い分けていた。」という。

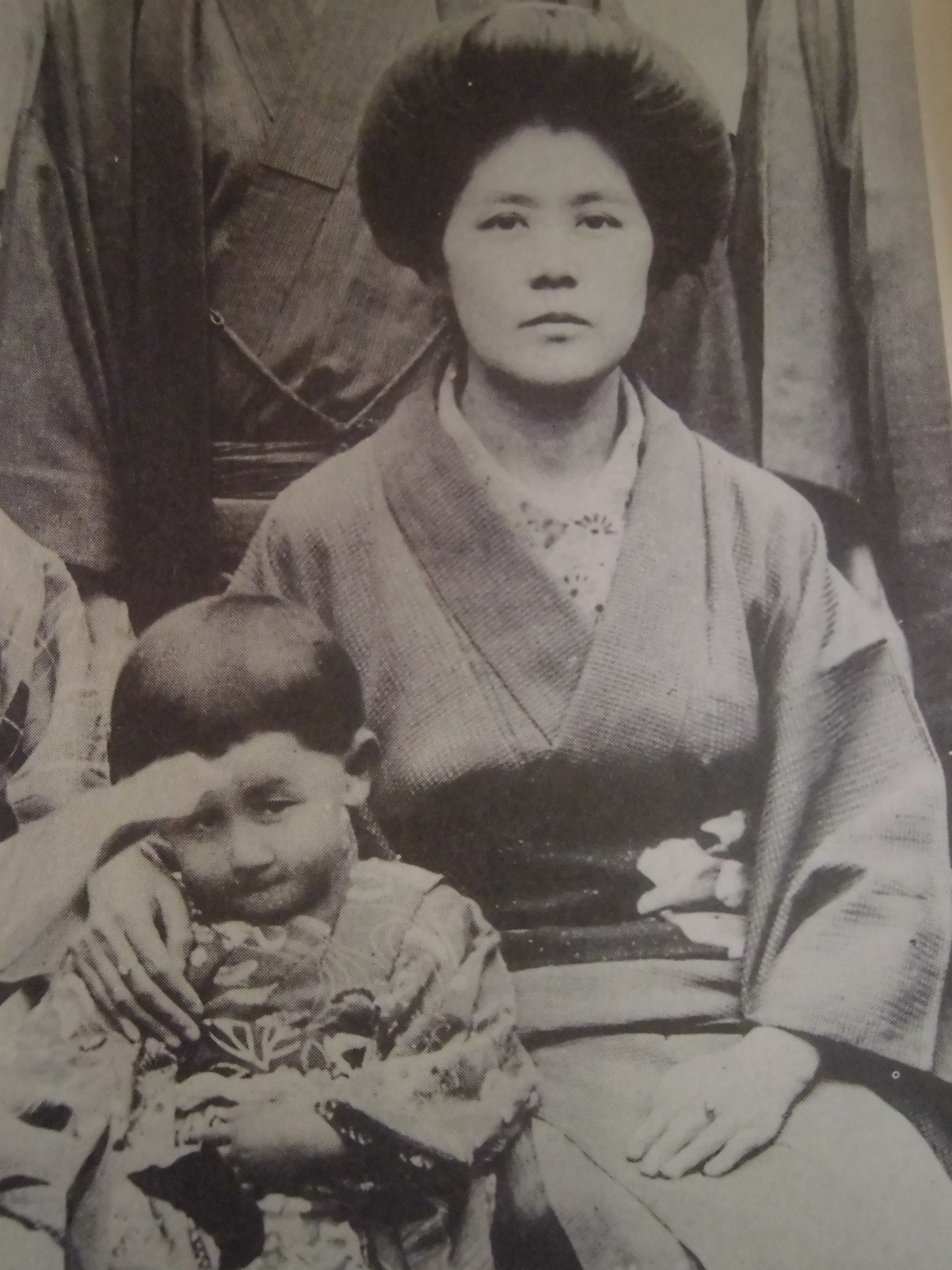
母キミ

父との出会いは定宿にしていた旅館で奉公していた時だった。大阪の没落商家の娘キミは十八、九の時一度結婚するが、相手の男がひどい酒乱だった為、すぐ別れて下宿屋兼業の旅館へ女中奉公に出た。偶々その旅館が父甲一の内地へ帰って来た時の定宿であった。 — 阿川弘之、『亡き母や』P47やがて甲一とキミとの間に関係が生じたが、この頃既に満２歳になる隠し子甲二がいた。「我が家の本籍地、山口県美祢市役所の住民係に頼んで取り寄せた戸籍謄本を見ると―こんなもの丹念に見るのは実に久しぶりだが、戸主欄冒頭“明治四拾参年弐月拾四日石井キミト婚姻届出仝日云々”と、受附けた大阪市西区役所戸籍吏の名前が記されている。これは、数への八つに成長したひとり娘の静栄が小学校へ上る二ヶ月前の日附である。実質上の夫婦となつてから約八年間、母は何故阿川の籍へ入れてもらへなかつたのだらう。その八年間に日露戦争があつて、ロシア語の通訳官として従軍した父は、戦勝後長春で満鉄下請けの土木事業を始める。戦勲により南満洲鉄道株式会社専属実業家の地位を得た父甲一にとつて、おキミさんは“内縁の妻”或は単なる“大阪の女”に過ぎなかつたのか。ともあれ、幼い娘がもうすぐ学校へ通ひ出す。娘の世間躰と、一方、満洲に置いてゐた隠し子（幸寿）を連れ帰つて“育ててやつてくれ”と押しつけた負ひ目とそれやこれやでやうやく内縁の“大阪の女”を正妻と認め入籍したのではないかと想像するのだけれど本当のところは何も分らない。」 — 阿川弘之、『亡き母や』
- 異母兄・幸寿（満鉄社員、満州国官吏）
1901年（明治34年）1月生 ～ 1968年（昭和43年）没
兄幸寿は父甲一の庶子であり、ハルビンの日本料理屋の抱へ芸者たちの髪を結う髪結女（田中シツ）との間に出来た子供で、のちに母が引き取って養育したのだと小学生の時に母から打ち明け話を聞かされ、弘之はショックを受けた[41]。京大経済学部を卒業後、満鉄に入社し、後に満州国官吏に移籍して安東の市長をつとめた[42]。
長崎県島原半島の海べの村で、学齢に達するまで野性のままで育った兄幸寿は、腕っ節の強いかなりの乱暴者だった[43]。入学を許された長春日本人小学校の先生から始終「保護者出頭サレタシ」の呼び出し状が届いた[43]。女生徒をしつこく追い回した挙句、顔をぶん殴ったというので問題になったことがあった[43]。これは上級生の女の子が「お母さんいないくせに沢山たべるのよ、あいつ豚だ、豚だ」とみなの笑いものにし、幸寿がひどく怒ったためであった[43]。
天王寺中学（現・天王寺高校）の同級生に、大阪高検の検事長、最高裁判事を経て弁護士になり三島事件被告の弁護を担当した草鹿浅之介がいる[44]。草鹿浅之介の長兄は、真珠湾を奇襲した第一航空艦隊の参謀長草鹿龍之介提督である[44]。弘之は草鹿家を訪問したとき草鹿中将は「僕は君の兄さんの阿川幸寿君に大阪でビールを御馳走になったことがあるよ」と述べた[45]。「人にはようしてやれ」が幸寿の口癖で、それを終生言いつづけたし、自分がお山の大将株になってそれを実行した[44]。
  - 同妻・光子（広島、回船問屋加川百助の娘[46]）
1908年（明治41年）8月生 ～ 2020年（令和2年）9月没
加川百助は父の碁友達だった[46]。この縁談が成立したについては「仏の百助さん」と言われた百助の寛容さに負うところが多い[47]。話を進めるにあたって幸寿が自分の実の子でないことをあらかじめ説明しておこうとするキミに「ようがんすようがんす、それはもう触れんでようがんす」と百助は全く問題にしなかったという[47]。

- 姉 
  - 静栄（岐阜県、満鉄社員・川上喜三の妻[47]）
1903年（明治36年）12月生 ～ 没
    - 同長男・哲夫（整形外科医）[48]

  - 公子（きみこ）
1912年（明治45年）2月生 ～ 1917年（大正6年）没
満5歳の時結核性脳膜炎を患って夭逝[49]

家庭
小説「犬と麻ちゃん」「末の末っ子」などに登場する小説家・野村耕平の一家は、自身をモデルにしている。野村も太平洋戦争で従軍経験があり、また東大卒である。
- 妻・みよ（増田清の娘[50]）耕平の妻・春江のモデル。
2020年（令和2年）5月、92歳で死去[16]
- 長男・尚之[注釈 5]（法学者・慶應義塾大学教授）野村家長男・誠のモデル。
1951年（昭和26年）4月生 ～ 2024年（令和6年）11月
- 長女・佐和子（エッセイスト、タレント）野村家長女・加代子のモデル。
1953年（昭和28年）11月生 ～

- 二男・知之
野村家次男・友雄のモデル。
1961年（昭和36年）生
- 三男・淳之
1972年（昭和47年）生
三男は阿川が満51歳のときに生まれた子供であり、このときの妊娠発覚から出生までの様子は、「末の――」で詳しくユーモラスに記している。よって、「犬と――」では出生前なので登場しない。野村家三男・篤のモデル。

### 略系図
|  |  |          |          |          |          |          |          |          |          |            |            |            |            |            |            | 阿川利七 |          |          |          |          |          |          |          |          |          |          |          |          |          |          |          |  |  |  |  |  |  |  |  |  |  |  |  |  |  |  |  |  |  |  |  |  |  |  |  |  |  |  |  |  |  |  |  |  |  |  |  |  |  |  |  |
|  |  |          |          |          |          |          |          |          |          |            |            |            |            |            |            |          |          |          |          |          |          |          |          |          |          |          |          |          |          |          |          |  |  |  |  |  |  |  |  |  |  |  |  |  |  |  |  |  |  |  |  |  |  |  |  |  |  |  |  |  |  |  |  |  |  |  |  |  |  |  |  |
|  |  |          |          |          |          |          |          |          |          |            |            |            |            |            |            |          |          |          |          |          |          |          |          |          |          |          |          |          |          |          |          |  |  |  |  |  |  |  |  |  |  |  |  |  |  |  |  |  |  |  |  |  |  |  |  |  |  |  |  |  |  |  |  |  |  |  |  |  |  |  |  |
|  |  |          |          |          |          |          |          |          |          |            |            |            |            |            |            |          |          |          |          |          |          |          |          |          |          |          |          |          |          |          |          |  |  |  |  |  |  |  |  |  |  |  |  |  |  |  |  |  |  |  |  |  |  |  |  |  |  |  |  |  |  |  |  |  |  |  |  |  |  |  |  |
|  |  |          |          |          |          |          |          | 阿川甲一 | 阿川甲一 | 阿川甲一   | 阿川甲一   | 阿川甲一   | 阿川甲一   |            |            | くま     | くま     | くま     | くま     | くま     | くま     |          |          | りき     | りき     | りき     | りき     | りき     | りき     |          |          |  |  |  |  |  |  |  |  |  |  |  |  |  |  |  |  |  |  |  |  |  |  |  |  |  |  |  |  |  |  |  |  |  |  |  |  |  |  |  |  |
|  |  |          |          |          |          |          |          | 阿川甲一 | 阿川甲一 | 阿川甲一   | 阿川甲一   | 阿川甲一   | 阿川甲一   |            |            | くま     | くま     | くま     | くま     | くま     | くま     |          |          | りき     | りき     | りき     | りき     | りき     | りき     |          |          |  |  |  |  |  |  |  |  |  |  |  |  |  |  |  |  |  |  |  |  |  |  |  |  |  |  |  |  |  |  |  |  |  |  |  |  |  |  |  |  |
|  |  |          |          |          |          |          |          |          |          |            |            |            |            |            |            |          |          |          |          |          |          |          |          |          |          |          |          |          |          |          |          |  |  |  |  |  |  |  |  |  |  |  |  |  |  |  |  |  |  |  |  |  |  |  |  |  |  |  |  |  |  |  |  |  |  |  |  |  |  |  |  |
|  |  |          |          |          |          |          |          |          |          |            |            |            |            |            |            |          |          |          |          |          |          |          |          |          |          |          |          |          |          |          |          |  |  |  |  |  |  |  |  |  |  |  |  |  |  |  |  |  |  |  |  |  |  |  |  |  |  |  |  |  |  |  |  |  |  |  |  |  |  |  |  |
|  |  | 阿川幸寿 | 阿川幸寿 | 阿川幸寿 | 阿川幸寿 | 阿川幸寿 | 阿川幸寿 |          |          |            |            |            |            | 阿川弘之   | 阿川弘之   | 阿川弘之 | 阿川弘之 | 阿川弘之 | 阿川弘之 |          |          |          |          | 阿川太七 | 阿川太七 | 阿川太七 | 阿川太七 | 阿川太七 | 阿川太七 |          |          |  |  |  |  |  |  |  |  |  |  |  |  |  |  |  |  |  |  |  |  |  |  |  |  |  |  |  |  |  |  |  |  |  |  |  |  |  |  |  |  |
|  |  | 阿川幸寿 | 阿川幸寿 | 阿川幸寿 | 阿川幸寿 | 阿川幸寿 | 阿川幸寿 |          |          |            |            |            |            | 阿川弘之   | 阿川弘之   | 阿川弘之 | 阿川弘之 | 阿川弘之 | 阿川弘之 |          |          |          |          | 阿川太七 | 阿川太七 | 阿川太七 | 阿川太七 | 阿川太七 | 阿川太七 |          |          |  |  |  |  |  |  |  |  |  |  |  |  |  |  |  |  |  |  |  |  |  |  |  |  |  |  |  |  |  |  |  |  |  |  |  |  |  |  |  |  |
|  |  |          |          |          |          |          |          |          |          |            |            |            |            |            |            |          |          |          |          |          |          |          |          |          |          |          |          |          |          |          |          |  |  |  |  |  |  |  |  |  |  |  |  |  |  |  |  |  |  |  |  |  |  |  |  |  |  |  |  |  |  |  |  |  |  |  |  |  |  |  |  |
|  |  |          |          |          |          |          |          |          |          |            |            |            |            |            |            |          |          |          |          |          |          |          |          |          |          |          |          |          |          |          |          |  |  |  |  |  |  |  |  |  |  |  |  |  |  |  |  |  |  |  |  |  |  |  |  |  |  |  |  |  |  |  |  |  |  |  |  |  |  |  |  |
|  |  | 阿川尚之 | 阿川尚之 | 阿川尚之 | 阿川尚之 | 阿川尚之 | 阿川尚之 |          |          | 阿川佐和子 | 阿川佐和子 | 阿川佐和子 | 阿川佐和子 | 阿川佐和子 | 阿川佐和子 |          |          | 阿川知之 | 阿川知之 | 阿川知之 | 阿川知之 | 阿川知之 | 阿川知之 |          |          | 阿川淳之 | 阿川淳之 | 阿川淳之 | 阿川淳之 | 阿川淳之 | 阿川淳之 |  |  |  |  |  |  |  |  |  |  |  |  |  |  |  |  |  |  |  |  |  |  |  |  |  |  |  |  |  |  |  |  |  |  |  |  |  |  |  |  |

## 著書
- 『年年歳歳』（京橋書院 1950年 新編「水の上の会話」新潮文庫）
- 『春の城』（新潮社 1952年 文庫・改版）
- 『魔の遺産』（新潮社 1954年 新編・PHP文庫）
- 『志賀直哉の生活と作品』（創芸社 1955年）
- 『雲の墓標』（新潮社 1956年 文庫・改版）
- 『夜の波音』（東京創元社 1957年）
- 『お早く御乗車ねがいます』（中央公論社 1958年）、中公文庫 2011年
- 『なかよし特急』（中央公論社 1959年）
- 『きかんしゃ やえもん』（岡部冬彦画 岩波書店 1959年）
- 『カリフォルニヤ』（新潮社 1959年）
- 『空旅・船旅・汽車の旅』（中央公論社 1960年）、中公文庫 2014年
- 『ぽんこつ』（中央公論社 1960年 のち潮文庫）、ちくま文庫 2016年
- 『坂の多い町』（新潮社 1960年）
- 『青葉の翳り』（講談社 1961年）、新編・講談社文芸文庫
- 『ぽんこつぱとろうる』（雪華社 1961年）
- 『へりこぷたのぶんきち』（フレーベル館（トッパンのキンダー絵本） 1962年）
- 『カレーライス』（新潮社 1962年 のち「カレーライスの唄」講談社文庫 上・下）、ちくま文庫 2016年
- 『あひる飛びなさい』（筑摩書房 1963年 のち集英社文庫）、ちくま文庫 2017年
- 『ヨーロッパ特急』（中央公論社 1963年）
- 『山本五十六』（新潮社 1965年 のち新版、文庫・改版 上・下）[注釈 6]
- 『銀のこんぺいとう』（集英社 1965年）、新版「こんぺいとう」集英社文庫
- 『舷燈』（講談社 1966年 文庫、講談社文芸文庫）
- 『私のソロモン紀行』（中央公論社 1967年）、『山本元帥! 阿川大尉が参りました』中公文庫 1975年
- 『軍艦ポルカ』（東方社 1967年 のち集英社文庫）
- 『黒い坊ちゃん』（集英社 1967年）
- 『水の上の会話』（新潮社 1968年 文庫）
- 『犬と麻ちゃん』（文藝春秋 1969年 文庫 上・下）
- 『いるかの学校』（文藝春秋 1971年 文庫 上・下）
- 『私記キスカ撤退』（文藝春秋 1971年 文庫）
- 『私のなかの海軍予備学生』（昭和出版 1971年）
- 『乗りもの紳士録』（ベストセラーズ 1973年 角川文庫、旺文社文庫）、中公文庫 2017年
- 『暗い波濤』（上・下）（新潮社 1974年 文庫）
- 『蒸気機関車』（平凡社カラー新書 1975年）
- 『軍艦長門の生涯』（新潮社 上・下 1975年 文庫 上・中・下）
- 『鮎の宿』（六興出版 1975年）、新編・講談社文芸文庫
- 『末の末っ子』（文藝春秋 1977年 文庫）、ちくま文庫 2017年
- 『論語知らずの論語読み』（講談社 1977年 文庫）、新編・PHP文庫、講談社文芸文庫
- 『南蛮阿房列車 乗物狂世界を駆ける』（新潮社 1977年 文庫）、新編・徳間文庫、光文社文庫、中公文庫（下記）
- 『ある海軍予備学生の自画像』（現代史出版会 1978年）
- 『米内光政』（新潮社（上・下） 1978年 のち新版、文庫・改版、各全1巻）
- 『あくび指南書』（毎日新聞社 1981年 講談社文庫）
- 『南蛮阿房第二列車』（新潮社 1981年 文庫）、完全版・中公文庫（上下） 2018年
- 『テムズの水』（新潮社 1982年）
- 『贋車掌の記』（六興出版 1982年）
- 『桃の宿』（講談社 1982年 講談社文芸文庫）
- 『海軍こぼれ話』（光文社 1985年 文庫 中公文庫）
- 『井上成美』（新潮社 1986年 のち新版、文庫・改版）
- 『大ぼけ小ぼけ』（講談社 1986年 文庫）
- 『国を思うて何が悪い 一自由主義者の憤慨録』（光文社カッパ・ホームス 1987年 のち文庫・新版） 口述筆記
- 『断然欠席』（講談社 1989年 文庫）
- 『女王陛下の阿房船』（講談社 1990年）
- 『国を思えば腹が立つ 一自由人の日本論』（光文社カッパ・ホームス 1992年） 口述筆記
- 『志賀直哉』（上・下、岩波書店 1994年 のち新潮文庫）
- 『七十の手習ひ』（講談社 1995年 文庫）
- 『高松宮と海軍』（中央公論社 1996年 文庫）
- 『雪の進軍』（講談社 1996年 文庫）
- 『故園黄葉』（講談社 1999年 文庫）
- 『葭の髄から』（文藝春秋 2000年 文庫）
- 『食味風々録』[注釈 7]（新潮社 2001年 文庫）、中公文庫 2015年
- 『日本海軍に捧ぐ』（PHP文庫 2001年）、新編再刊
- 『阿川弘之自選紀行集』（JTBパブリッシング 2001年）
- 『春風落月』（講談社 2002年 文庫）
- 『人やさき犬やさき 続 葭の髄から』（文藝春秋 2004年 文庫）
- 『亡き母や』（講談社 2004年 文庫・講談社文芸文庫）
- 『エレガントな象 続々 葭の髄から』（文藝春秋 2007年 文庫）
- 『大人の見識』（新潮新書 2007年） 口述筆記
- 『我が青春の記憶』（文藝春秋 2008年）、CD付き
- 『天皇さんの涙 葭の髄から・完』（文藝春秋 2011年 文庫） ※本作をもって擱筆を宣言
- 『汽車に乗って船に乗って 阿川弘之自選紀行集』（ベストセラーズ 2011年） ※引退宣言後の刊行。新たにあとがきを書き下ろし。
- 『森の宿』（新編・講談社文芸文庫 2011年） ※引退宣言後の刊行。新たにあとがきを書き下ろし。
- 『鮨 そのほか』（新潮社 2013年、文庫） ※引退宣言後の刊行で未刊行だった作品集。自身の近況や旧友安岡章太郎について言及した「あとがき」を書き下ろし。

### 主な作品集・全集
- 『阿川弘之集 新鋭文学叢書 第1』（筑摩書房 1960年） 小説9篇
- 『阿川弘之の本』（ベストセラーズ 1970年） 小説4篇と随筆18篇
- 『阿川弘之集 新潮日本文学51』（新潮社 1970年）「山本五十六」「雲の墓標」「年年歳歳」
- 『阿川弘之 新潮現代文学39』（新潮社 1979年）「雲の墓標」「米内光政」
- 『阿川弘之自選作品』（全10巻 新潮社 1977年-78年）
- 『阿川弘之全集』（全20巻 新潮社 2005年-2007年）

## 主な編著・共編著
- 『現代の冒険7 大空を翔ける』（責任編集 文藝春秋 1970年）
- 『乗物万歳』（北杜夫対談 中央公論社 1977年） のち文庫
- 『ブルートレイン長崎行』（ポール・セルーと共著 講談社 1979年）
- 『現代の随想6 志賀直哉』（彌生書房 1981年）
- 『連合艦隊の名リーダーたち』（プレジデント社 1982年）
- 『日本の名随筆15 旅』（作品社 1983年）
- 『斎藤茂吉随筆集』 （北杜夫共編 岩波文庫 1986年）
- 『機関車・食堂車・寝台車　エッセイおとなの時間』（新潮社 1987年）
- 『蛙の子は蛙の子－父と娘の往復書簡』 （阿川佐和子共著 筑摩書房 1997年） のち文庫
- 『志賀直哉交友録』 （講談社文芸文庫 1998年）
- 『酔生夢死か、起死回生か。』（北杜夫対談 新潮社 2002年） のち文庫
- 『日本海軍、錨揚ゲ!』（半藤一利対談 PHP研究所 2003年） のち文庫
- 『阿川弘之座談集 言葉と礼節』（文藝春秋 2008年） のち文庫
- 『座談集 文士の好物』（新潮社 2015年）

## 翻訳
- 『小さなきかんしゃ』（グレアム・グリーン 文化出版局 1975年）
- 『小さな乗合い馬車』（グレアム・グリーン 文化出版局 1976年）
- 『小さなローラー』（グレアム・グリーン 文化出版局 1976年）
- 『鉄道大バザール』（ポール・セルー 講談社 1977年  文庫、文芸文庫 各・上下）
- 『ふしぎなクリスマス・カード』（ポール・セルー 講談社 1979年）
- 『古きパタゴニアの急行列車 中米編』（ポール・セルー 講談社 1984年）

## CM
- ネスカフェ ゴールドブレンド（1981年）